# تورنتو ایتون سنتر
تورنتو ایتون سنتر (انگلیسی: Toronto Eaton Centre) یک مرکز خرید و مجتمع تجاری در مرکز شهر تورنتو انتاریو، کانادا است.